# Paradiso (TUBEのアルバム)
『Paradiso』（パラディゾ）は、TUBEの28作目のオリジナル・アルバム。2008年7月16日にSony Music Associated Recordsから発売された。

## 概要
キャッチフレーズは「楽園は僕らの心の中にある。」
本作のテーマは南ヨーロッパ。メンバーが旅行したスペインやイタリアで触れたヨーロッパの音楽にインスパイアされラテン・ミュージックの雰囲気を反映させた作品となった。
デビュー時から音楽制作を手がけてきたビーインググループ・ZAIN PRODUCTSがTUBEの音源に関わるのは、本作が最後となった。
2曲目の「夏の魔法」の読み方は「夏のMagic」である。
12曲目の「Anniversary〜旅立ちの唄〜」は、2009年発売のコンピレーション・アルバム『夢がかなううた』にも収録された。
初回生産限定盤はスペシャル三方背スリーブ仕様・DVD付2枚組（CD+DVD）+応募ハガキ封入（先行シングル「Paradiso～愛の迷宮」とのW購入者施策）あり。
本作を携えて恒例の野外スタジアムライブツアー「TUBE LIVE AROUND SPECIAL 2008　Paradiso〜夏のハラペーニョ〜』が横浜スタジアム、阪神甲子園球場の2か所で開催された。TUBEの横浜スタジアム公演数はこれで通算20回目となった。また、このライブの模様は2008年12月24日に発売されたライブDVD『TUBE LIVE AROUND SPECIAL 2008 Paradiso〜夏のハラペーニョ〜』で観ることができる。

## 収録曲
| 全作詞: 前田亘輝、全作曲: 春畑道哉。 |                                 |           |            |                          |      |
| #                                    | タイトル                        | 作詞      | 作曲・編曲 | 編曲                     | 時間 |
| 1.                                   | 「Paradiso 〜愛の迷宮〜」       | 前田亘輝  | 春畑道哉   | 大島こうすけ、TUBE       | 4:02 |
| 2.                                   | 「夏の魔法」                    | 前田亘輝  | 春畑道哉   | 徳永暁人、TUBE           | 4:36 |
| 3.                                   | 「Te quiero（テ・キエロ）」     | 前田亘輝  | 春畑道哉   | TUBE                     | 3:38 |
| 4.                                   | 「蛍」                          | 前田亘輝  | 春畑道哉   | 吉村龍太、TUBE           | 3:56 |
| 5.                                   | 「Glory Days」                  | 前田亘輝  | 春畑道哉   | 佐藤晶、TUBE             | 4:13 |
| 6.                                   | 「オラシオン 〜君に恋した夏〜」 | 前田亘輝  | 春畑道哉   | TUBE                     | 4:21 |
| 7.                                   | 「Darling Darling」             | 前田亘輝  | 春畑道哉   | 大島こうすけ、TUBE       | 3:46 |
| 8.                                   | 「カサブランカ」                | 前田亘輝  | 春畑道哉   | TUBE                     | 4:39 |
| 9.                                   | 「妄想MAN DEBUT」               | 前田亘輝  | 春畑道哉   | DAY TRACK、TUBE          | 3:59 |
| 10.                                  | 「Alegira」                     | 前田亘輝  | 春畑道哉   | 寺地秀行、窪田博之、TUBE | 3:52 |
| 11.                                  | 「忘却のシャドー」              | 前田亘輝  | 春畑道哉   | TUBE                     | 3:53 |
| 12.                                  | 「Anniversary 〜旅立ちの唄〜」  | 前田亘輝  | 春畑道哉   | TUBE                     | 4:34 |
| 合計時間:                            | 合計時間:                       | 合計時間: | 49:29      |                          |      |

| #  | タイトル                                                                  | 作詞 | 作曲・編曲 |
| -- | ------------------------------------------------------------------------- | ---- | ---------- |
| 1. | 「TUBE LIVE AROUND 2008〜YOUBEST〜 ツアードキュメント -後編- 2008.May.5」 |      |            |
| 2. | 「アルバムジャケット & ツアーパンフッレット撮影 @ セブ島 2008.May.8/9」   |      |            |
| 3. | 「2008.May.30〜June.2 @ HAWAII」                                          |      |            |
| 4. | 「「Paradiso〜愛の迷宮〜」Video Clipメイキング @ HAWAII 2008.June.3」     |      |            |

## タイアップ
蛍
- 48thシングル。テレビ朝日系『ビートたけしのTVタックル』エンディング・テーマ

## 演奏
- 前田亘輝：Vocal & Backing Vocals
- 春畑道哉：Guitars, Piano & Backing Vocals
- 角野秀行：Bass & Backing Vocals
- 松本玲二：Drums, Percussion & Backing Vocals
- 大島こうすけ：Keyboards & Programming (#1.7)
- 徳永暁人 (doa)：Keyboards & Programming (#2)
- 玉木正昭：Percussion (#1-8.10)
- 小野塚晃 (DIMENSION)：Piano (#4)
- 勝田一樹 (DIMENSION)：Sax & Horn Arrangement (#3.10)
- 野村裕幸：Trombone & Horn Arrangement (#3.10)
- 小林太、澤野博敬：Trumpet (#3.10)
- Lime Ladies Orchestra：Strings (#4.12)
- 池田大介：Strings Arrangement (#4.12)
- 赤木香菜子：Flute (#11)
- 佐藤晶：Backing Vocals (#3.5.6.8-12)
- 望月英莉加：Backing Vocals (#1.2.7)
- 高島信二：Backing Vocals (#8)